# Chaetomidium trichorobustum
Chaetomidium trichorobustum är en svampart som beskrevs av Seth 1968. Chaetomidium trichorobustum ingår i släktet Chaetomidium och familjen Chaetomiaceae.   Inga underarter finns listade i Catalogue of Life.